# Zwinger
Zwinger – późnobarokowy zespół architektoniczny znajdujący się w centrum Drezna. Jest zaliczany do najbardziej znaczących budowli późnego baroku w Europie.
Nazwa „Zwinger” pochodzi od położenia budynku, na obszarze, który niegdyś znajdował się pomiędzy zewnętrznymi i wewnętrznymi murami obronnymi (niem. zwischen – „pomiędzy”).

## Historia

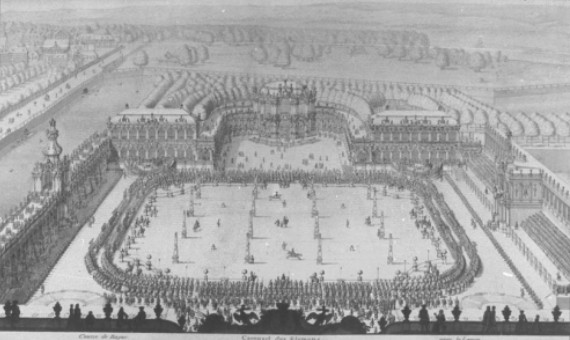
Uroczystości weselne królewicza Augusta III i Marii Józefy w Zwingerze w 1719 r.

Zwinger został zbudowany etapowo w latach 1709–1732 na terenach mieszczących się niegdyś poza obrębem średniowiecznych, wewnętrznych fortyfikacji Drezna, na których w XVI wieku prowadzono rozbudowę tychże fortyfikacji, zahamowaną przez powódź z 1570 roku na rzece Weißeritz, dopływie Łaby. Zaprojektował go znany architekt Matthäus Daniel Pöppelmann na zlecenie Augusta II Mocnego, elektora Saksonii, który w 1697 roku został wybrany na króla Polski. Król August II, słynący z zamiłowania do przepychu i luksusu odbył w latach 1687–1689 podróż po Francji i Włoszech, podczas której miał okazję podziwiać m.in. pałac w Wersalu, do którego kilka lat wcześniej król Ludwik XIV przeniósł swój dwór. Po powrocie do Drezna saski monarcha zapragnął czegoś podobnie okazałego i spektakularnego dla siebie. W odpowiedzi na jego oczekiwania Pöppelmann z pomocą rzeźbiarza Balthasara Permosera stworzył późnobarokowy reprezentacyjny kompleks z otwartym w kierunku późniejszego Placu Teatralnego dziedzińcem (otwarcie to miało umożliwić ewentualną rozbudowę w przyszłości). Oficjalne zainaugurowanie działalności obiektu miało miejsce 20 sierpnia 1719 roku, kiedy to w Zwingerze pomimo zaawansowanych prac budowlanych odbył się ślub syna Augusta II, królewicza Fryderyka Augusta II (od 1733 króla Polski Augusta III) z Marią Józefą. August II szczodrze finansował budowę Zwingeru, mając nadzieję na objęcie tronu niemieckiego po śmierci cesarza Józefa I. Gdy okazało się, że nadzieja ta się nie ziści, jego zainteresowanie obiektem spadło. Drezdeński władca wolał skierować swoją uwagę na łatwiejsze do sfinansowania projektach, takich jak pałac w Pillnitz czy pałac Moritzburg.

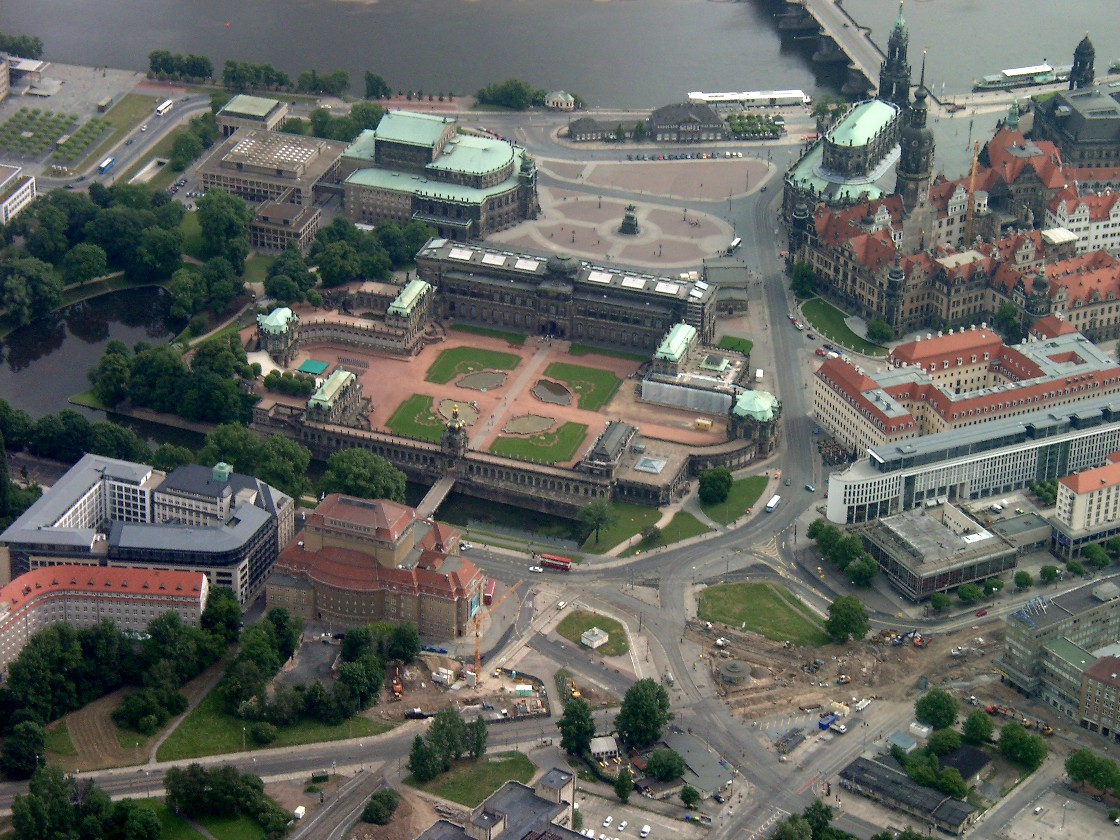
Widok na Zwinger z lotu ptaka

W czasie wojny siedmioletniej budynki Zwingeru służyły jako pruski magazyn wojskowy. W 1813 roku i podczas Wiosny Ludów Zwinger doznał znacznych uszkodzeń. W latach 1847–1854 po niezabudowanej północno-wschodniej stronie kompleksu wzniesiono monumentalny, neoklasycystyczny budynek według projektu architekta Gottfrieda Sempera. Po ukończeniu w Sempergalerie – jak nazwano ten budynek, ulokowano zgromadzoną w Zwingerze kolekcję cennych obrazów i w 1855 roku udostępniono ją do zwiedzania w ramach Muzeum Królewskiego (Neues Museum). Po II wojnie światowej w budynku tym utworzono również Galerię Obrazów Nowych.
Podczas bombardowania w 1945 roku Zwinger został prawie całkowicie zniszczony. Jego odbudowa rozpoczęła się jeszcze w tym samym roku, gdy Drezno znajdowało się pod radzieckim zarządem okupacyjnym. W 1951 roku otwarto dla zwiedzających dziedziniec i pierwszą odbudowaną część kompleksu. Całość prac rekonstrukcyjnych została zakończona w 1963 roku.

## Architektura

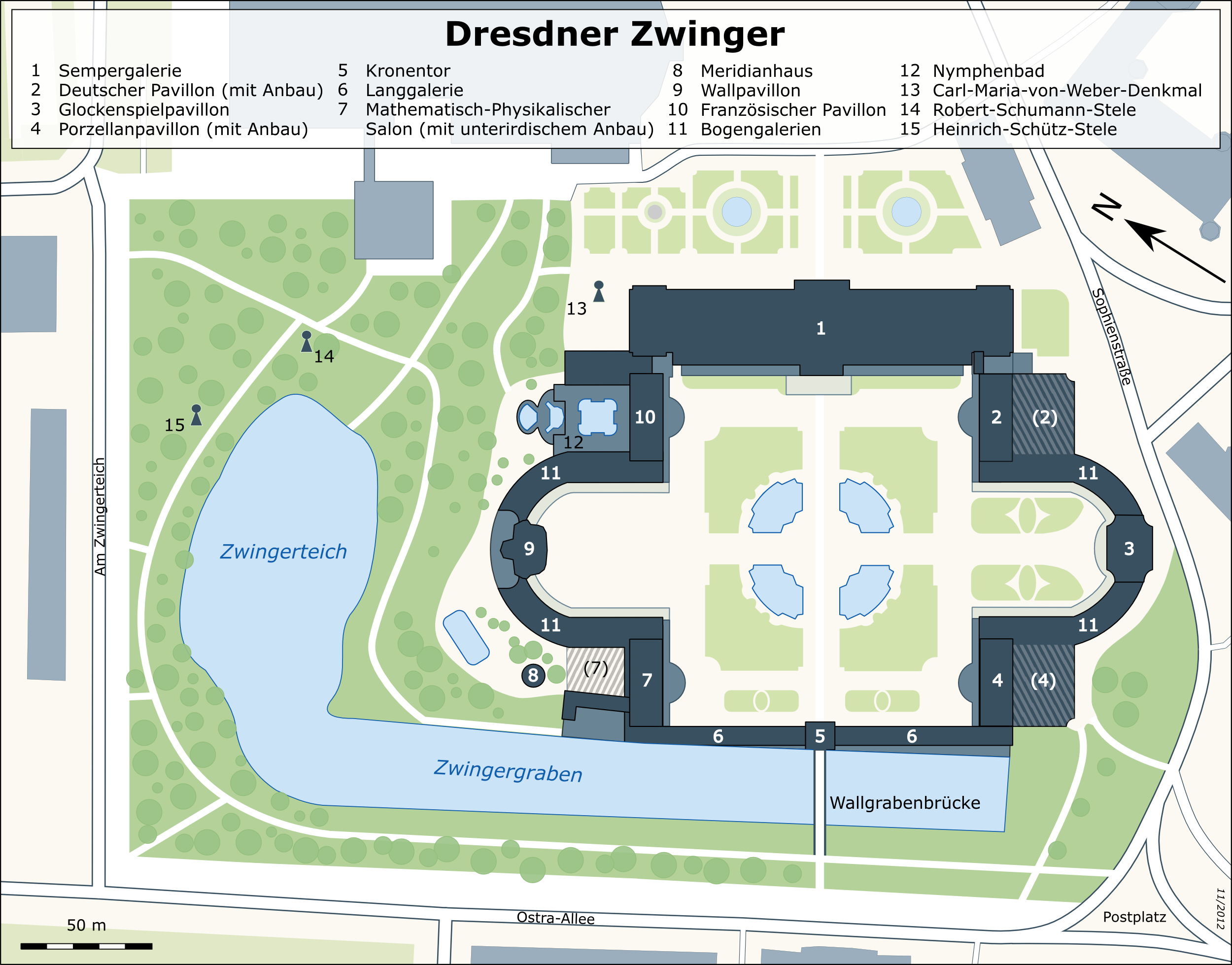
Plan Zwingeru

Założenie architektoniczne Zwingeru oparte jest na dużym dziedzińcu (Zwingerhof) otoczonym barokowymi zabudowaniami (z wyjątkiem budynku Sempergalerie, który jest neoklasycystyczny). Dziedziniec ten jest podłużnie prostokątny na osi północny wschód-południowy zachód. Od północnego wschodu flankuje go Sempergalerie, natomiast od południowego zachodu Langgalerie, którą dzieli na dwie części ozdobna brama Kronentor. Pośrodku wspomnianej osi przebiega prostopadła do niej oś północny zachód-południowy wschód, wzdłuż której odchodzą od dziedzińca dwie węższe, symetryczne odnogi zakończone zaokrąglonymi budynkami, zwanymi Bogengalerien. Pośrodku Bogengalerie z północnego zachodu znajduje się Pawilon Wałowy (Wallpavillon). Natomiast Bogengalerie z południowego wschodu przedzielona jest przez Pawilon Miejski, Grających Zegarów (Stadtpavillon, Glockenspielpavillon). Północno-zachodnia Bogengalerie łączy się z Sempergalerie budynkiem Pawilonu Francuskiego (Französischer Pavillon), za którym znajduje się monumentalna, barokowa fontanna – Nymphenbad, a z Langgalerie – budynkiem mieszczącym Salon Matematyczno-Fizyczny (Mathematisch-Physikalischer Salon). Z kolei południowo-wschodnia Bogengalerie z Sempergalerie ma połączenie w postaci Pawilonu Niemieckiego (Deutscher Pavillon), natomiast z Langgalerie łączy ją budynek Pawilonu Porcelanowego (Porzellanpavillon). Kompleks od północnego i południowego zachodu oblewany jest przez wody będącego pozostałością dawnej fosy miejskiej akwenu Zwingerteich/Zwingergraben, ponadto otoczony jest dużym parkiem, w którym znajdują się pomniki Carl-Maria-von-Weber-Denkmal, Heinrich-Schütz-Stele i Robert-Schumann-Stele.

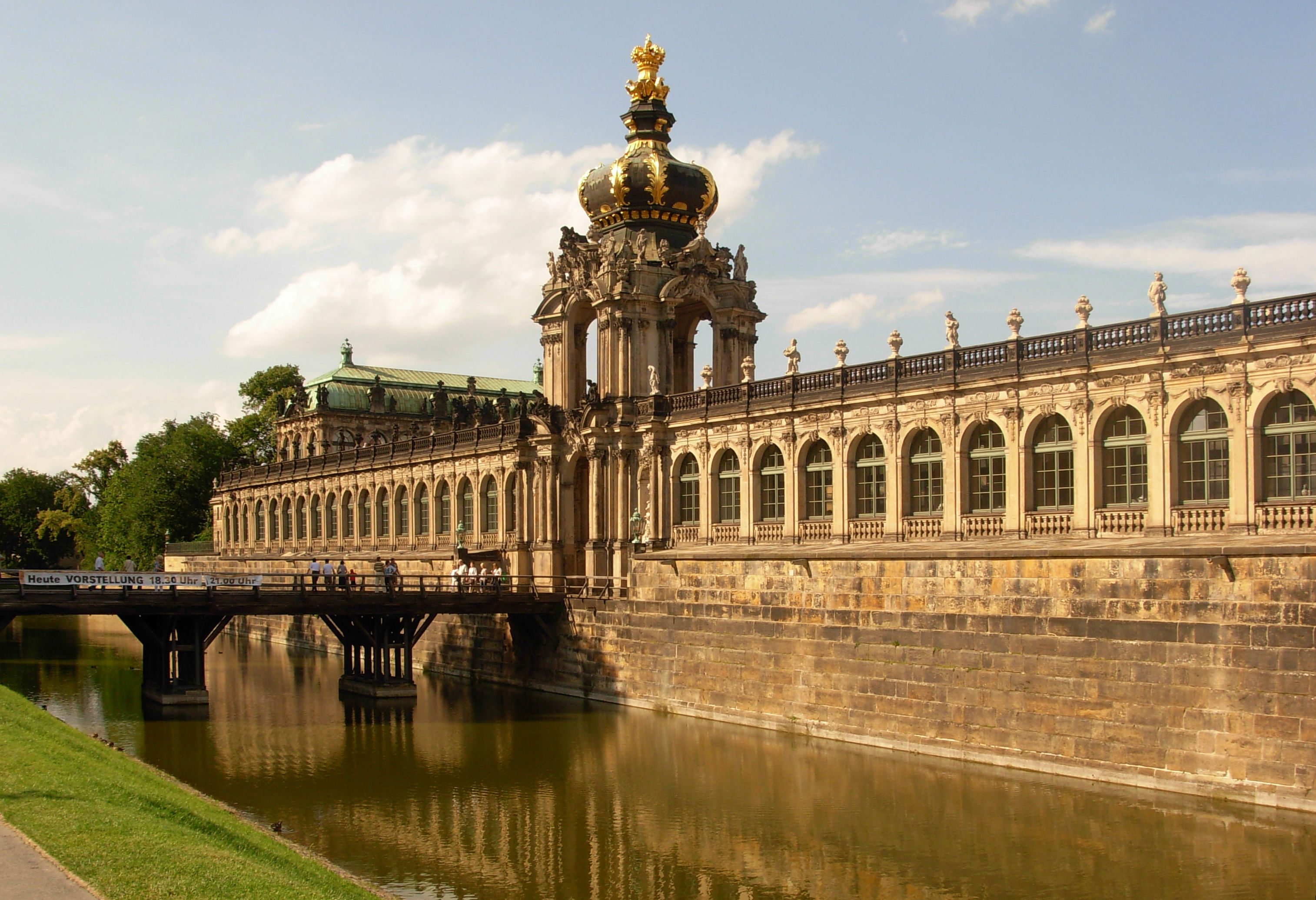
Langgalerie z Bramą Koronną
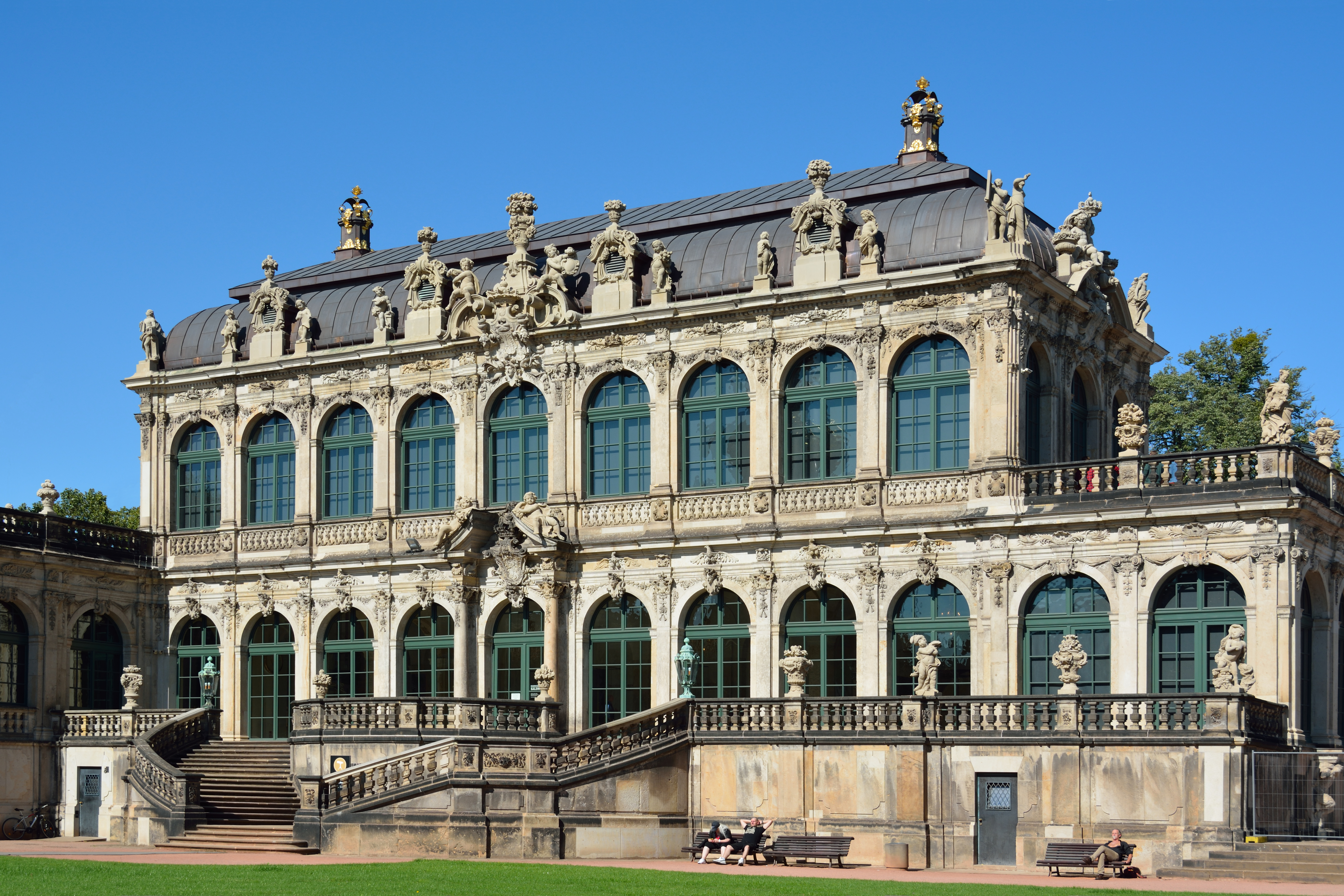
Salon Matematyczno-Fizyczny
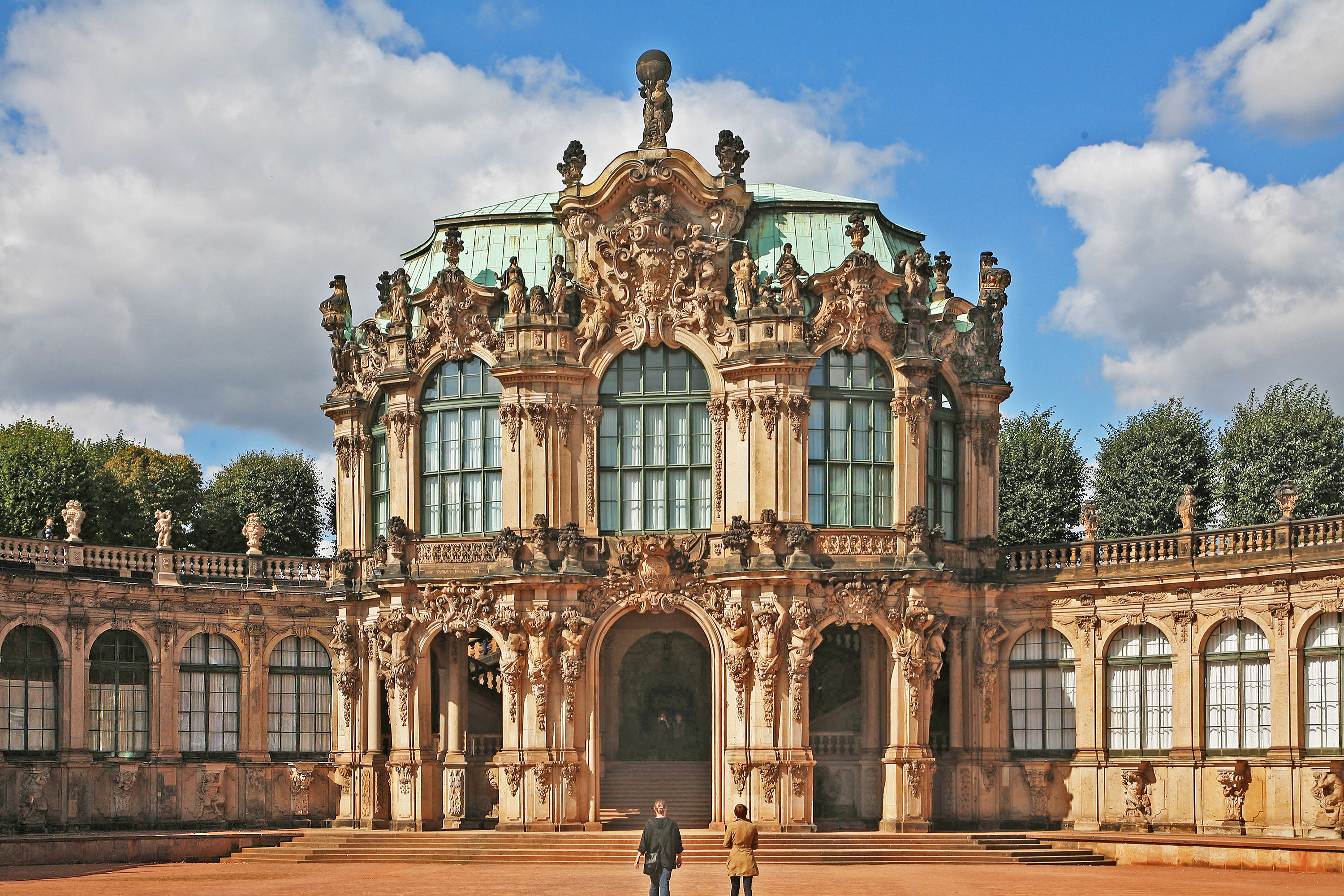
Pawilon Wałowy
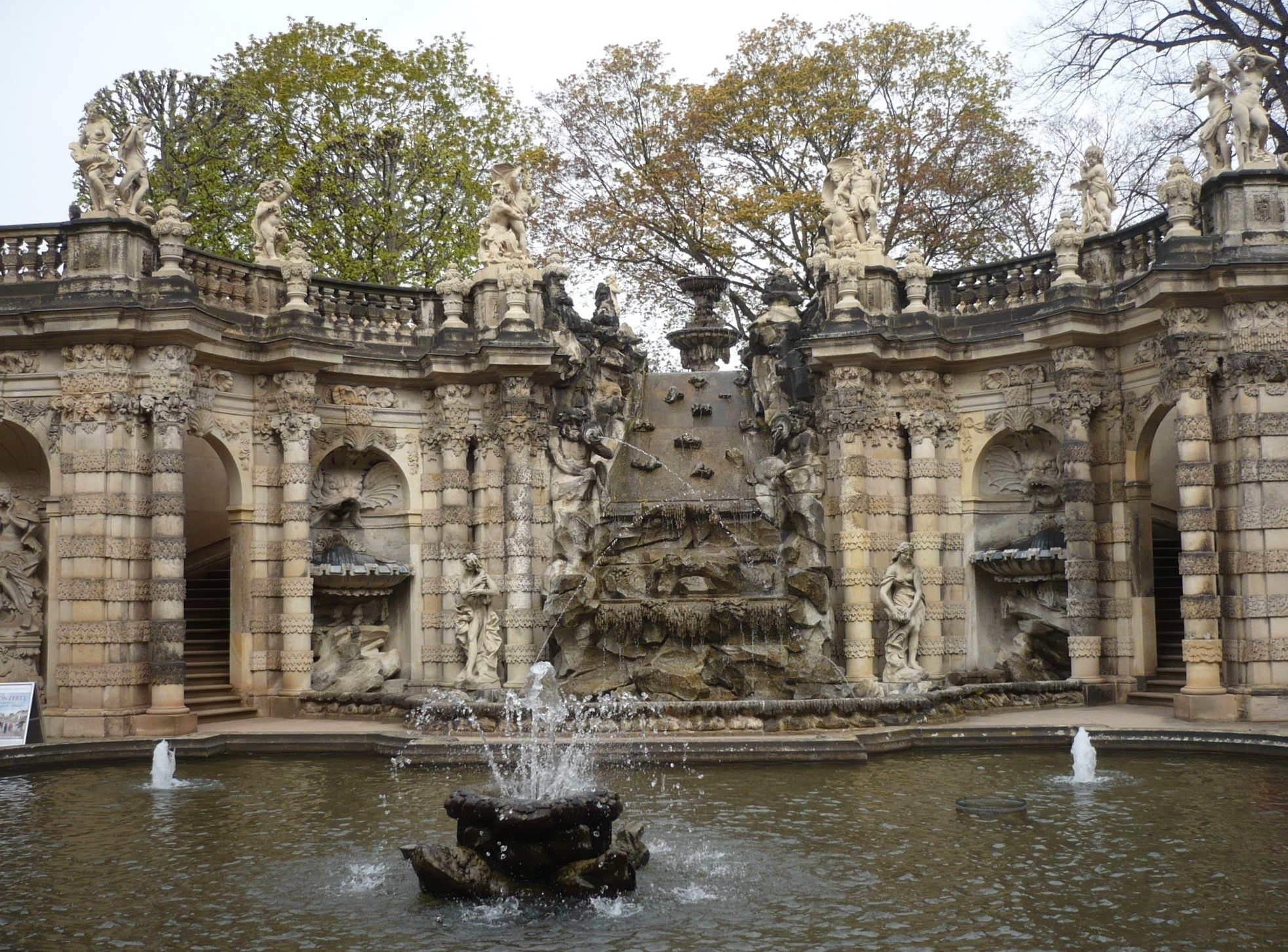
Fontanna Nymphenbad
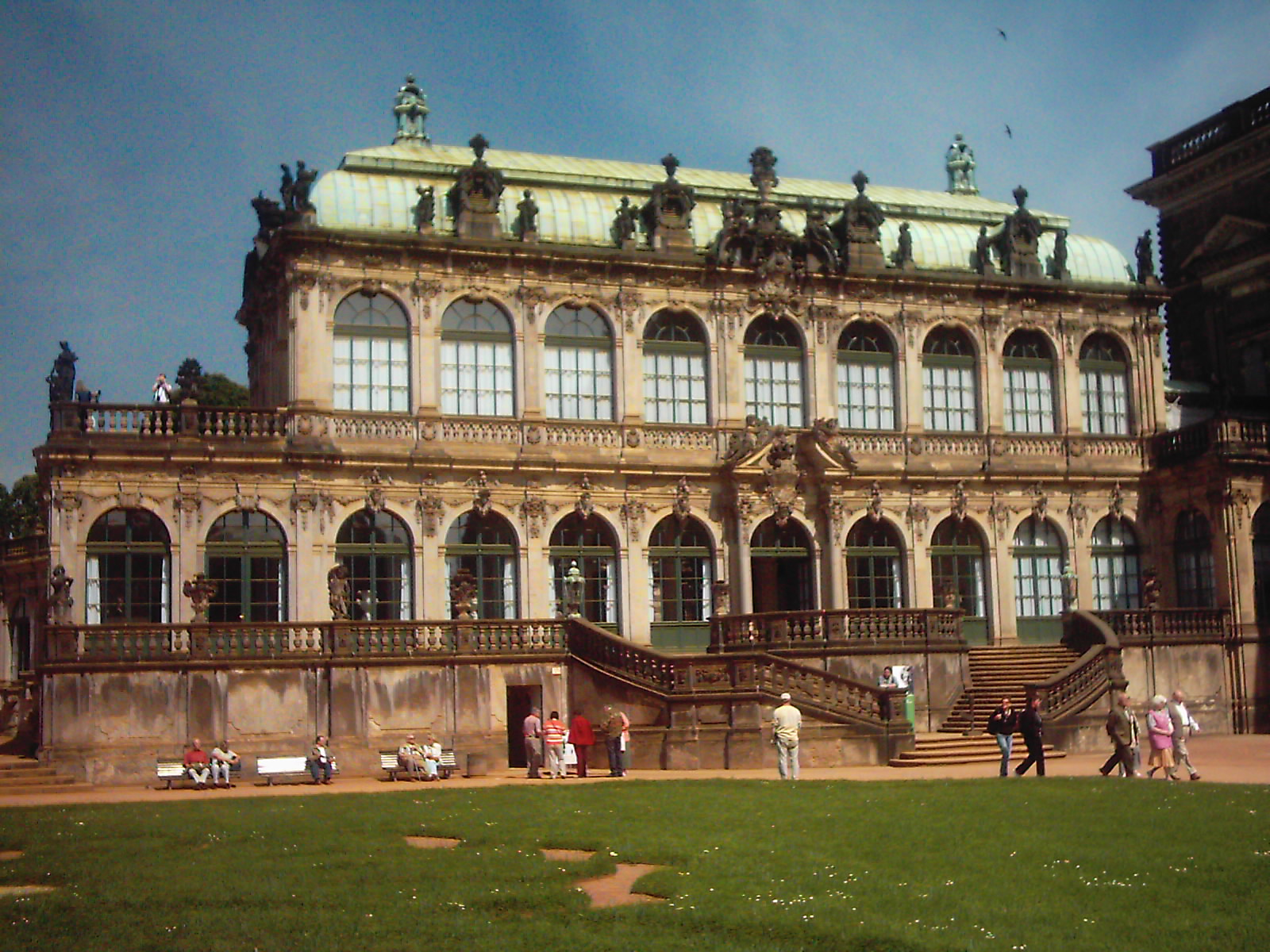
Pawilon Francuski
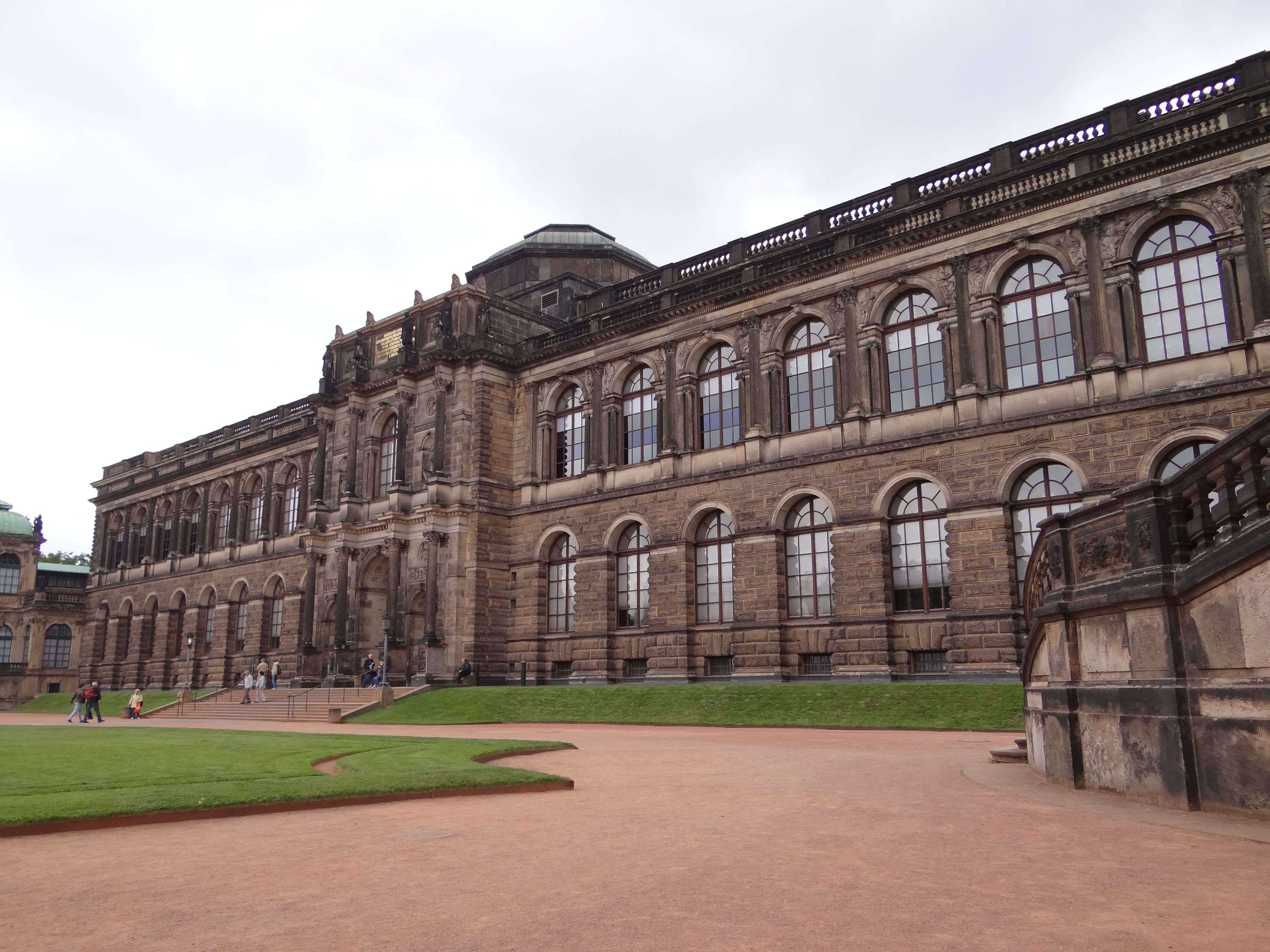
Galeria Sempera
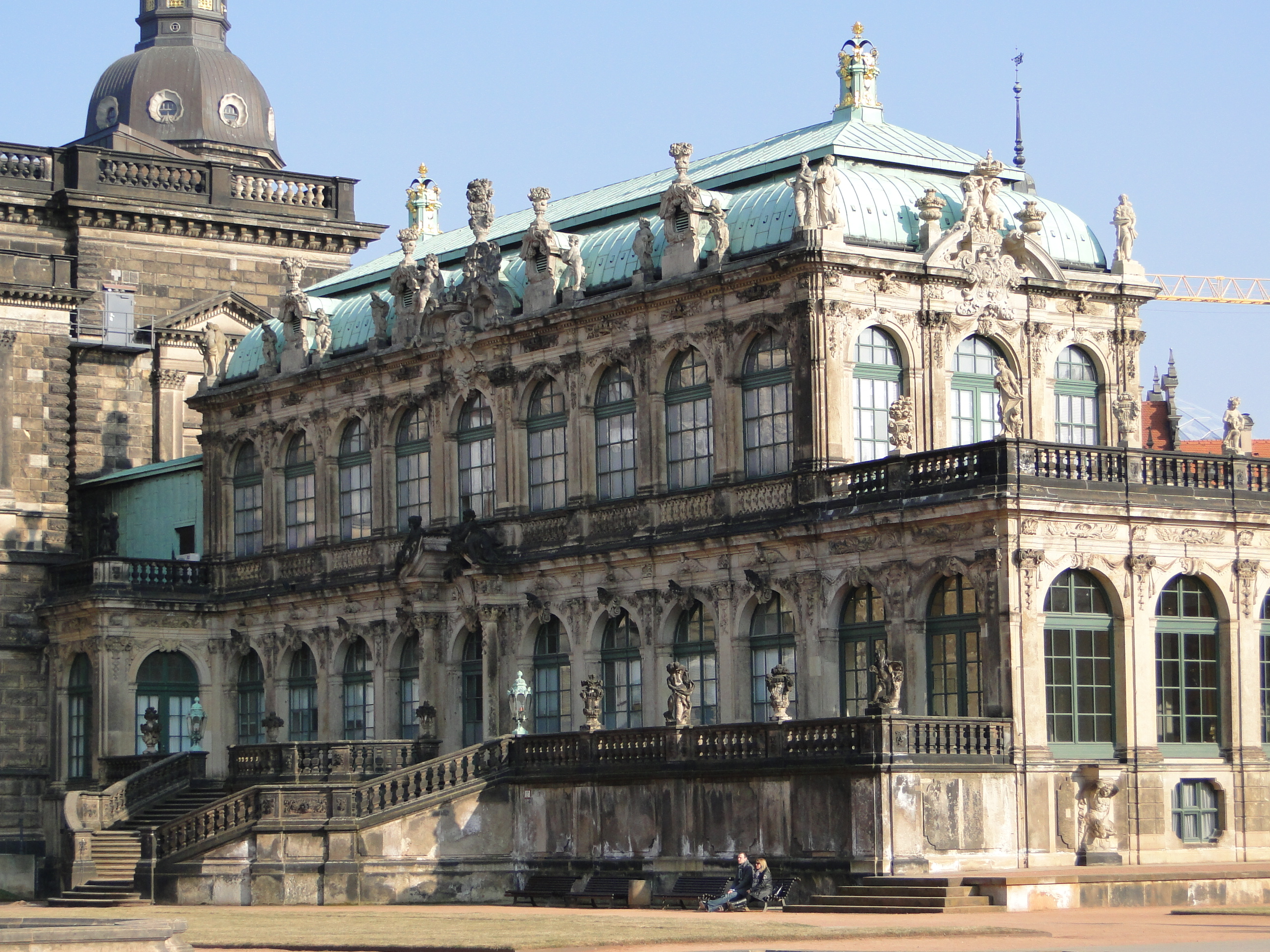
Pawilon Niemiecki
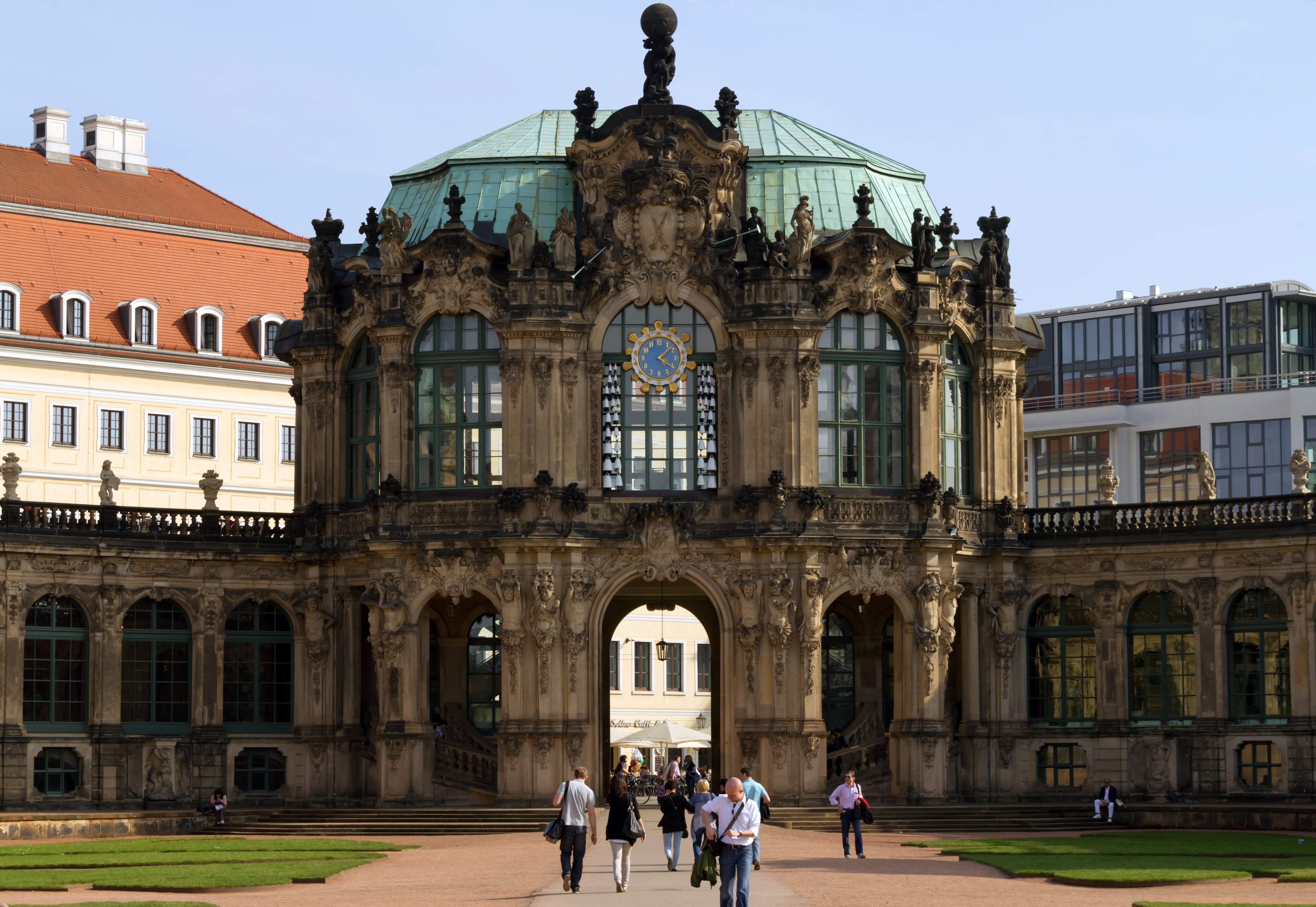
Pawilon Miejski, Grających Zegarów
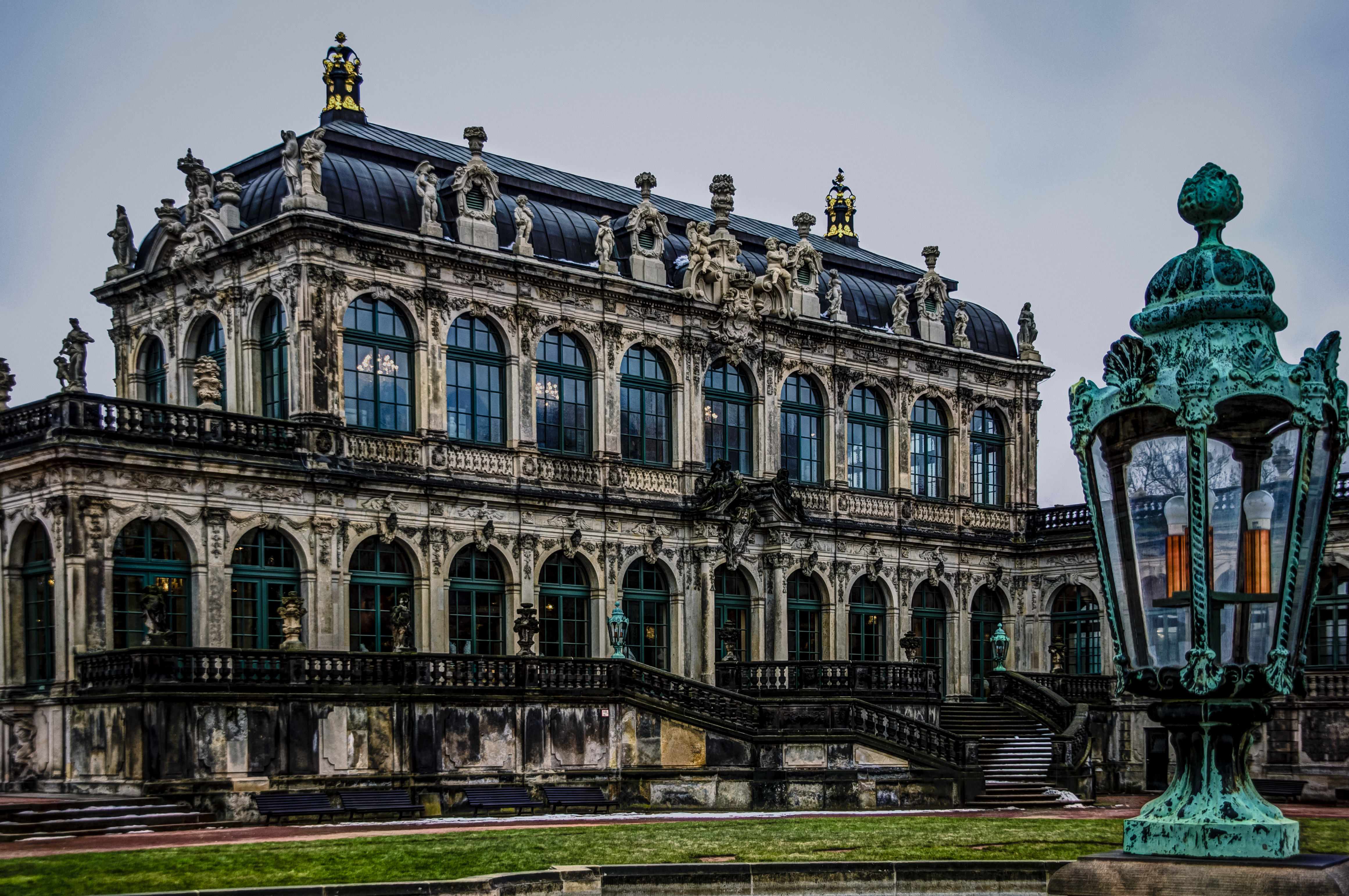
Pawilon Porcelanowy

### Herby i symbole
Zwinger jest licznie zdobiony polskimi i saskimi symbolami związanymi z Augustem II Mocnym, królem Polski, wielkim księciem litewskim, elektorem Saksonii i arcymarszałkiem Świętego Cesarstwa Rzymskiego. Zdobienia:
- Pawilon Wałowy: kartusz z herbem I Rzeczypospolitej zwieńczony polską koroną królewską u szczytu fasady, niżej królewski monogram Augusta II
- Brama Koronna: kartusz z herbem I Rzeczypospolitej na fasadzie oraz zwieńczenie bramy rzeźbami czterech polskich orłów i polskiej korony królewskiej
- Pawilon Francuski, Pawilon Porcelanowy, Pawilon Niemiecki, Salon Matematyczno-Fizyczny (jednakowe zdobienia): kartusz z herbem I Rzeczypospolitej zwieńczony polską koroną królewską na szczycie fasady oraz kartusz z herbami Polski i arcymarszałka Cesarstwa i zwieńczenie polską koroną królewską od strony Bogengalerien z Pawilonami Miejskim i Wałowym
- Pawilon Miejski: herb arcymarszałka Cesarstwa

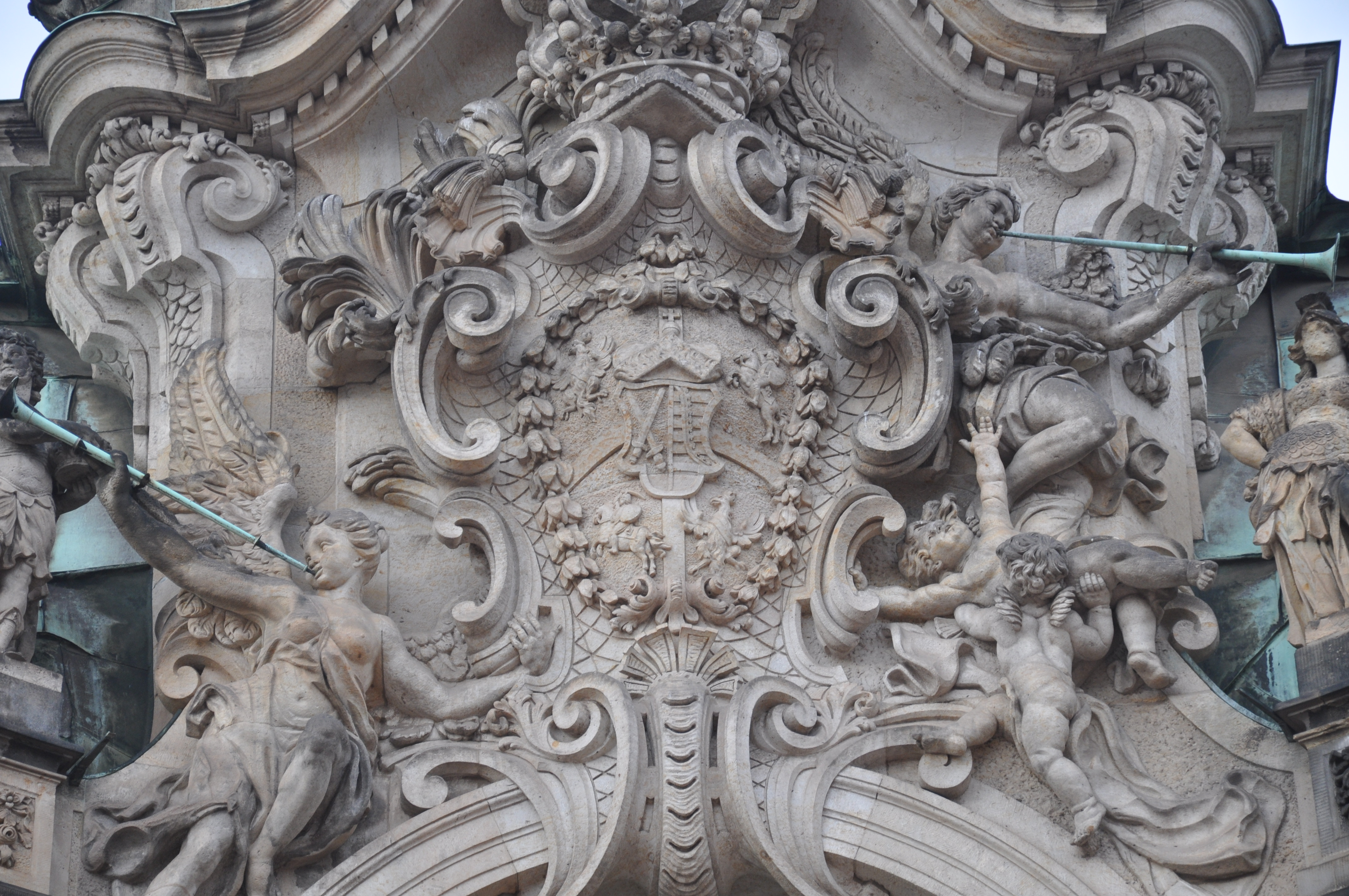
Herb Rzeczypospolitej na fasadzie Pawilonu Wałowego
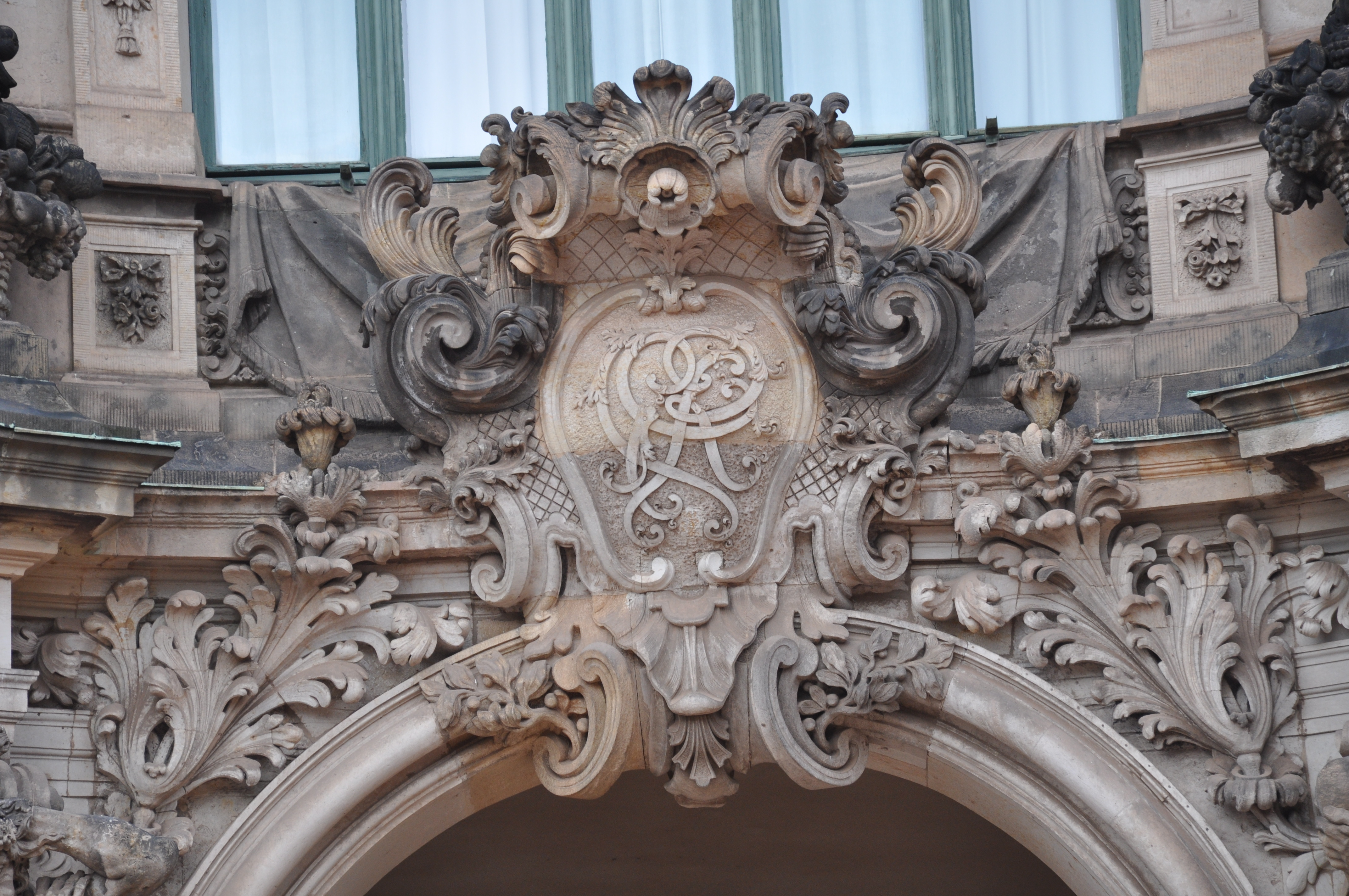
Monogram króla Augusta II na fasadzie Pawilonu Wałowego
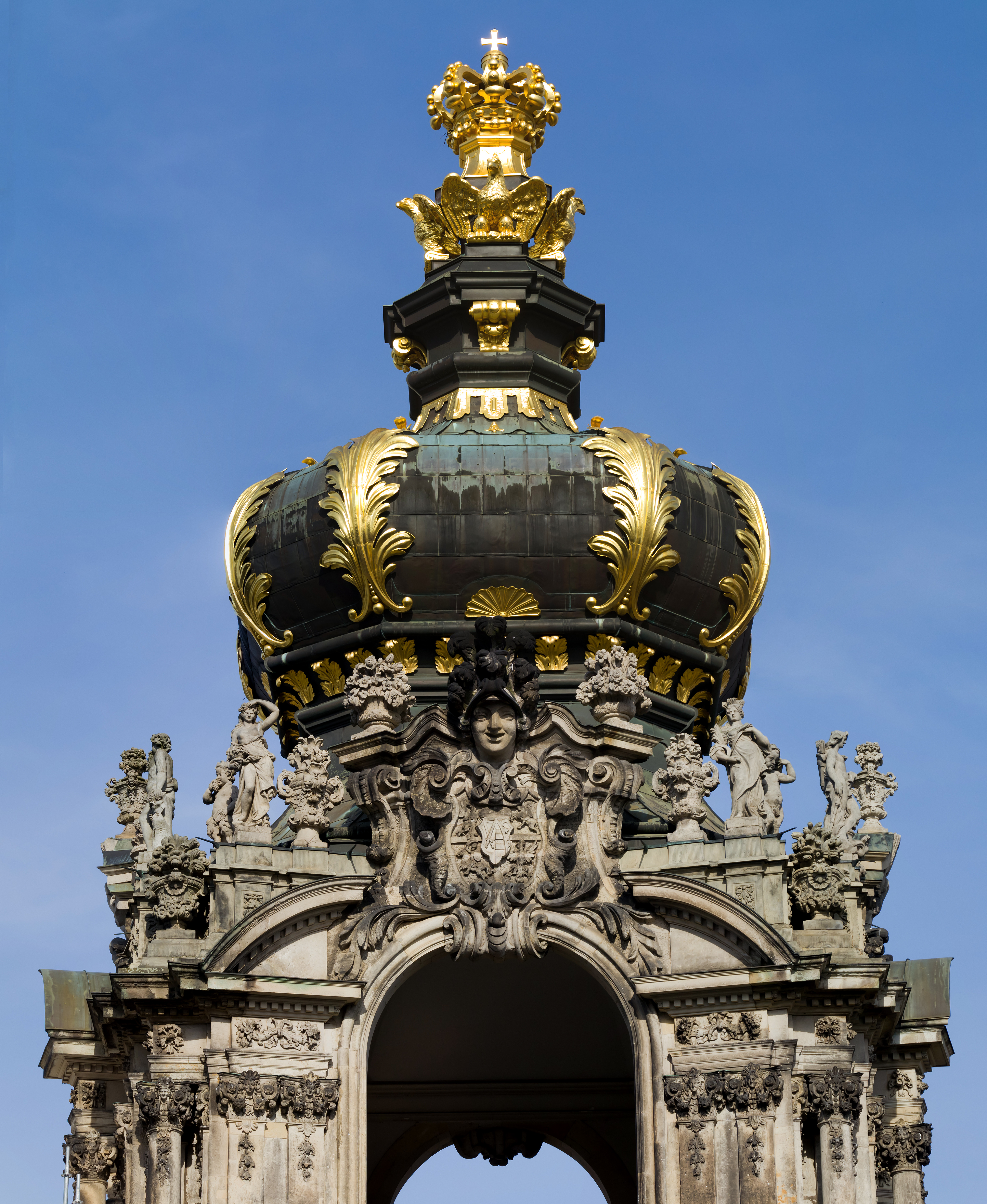
Herb Rzeczypospolitej na fasadzie Bramy Koronnej
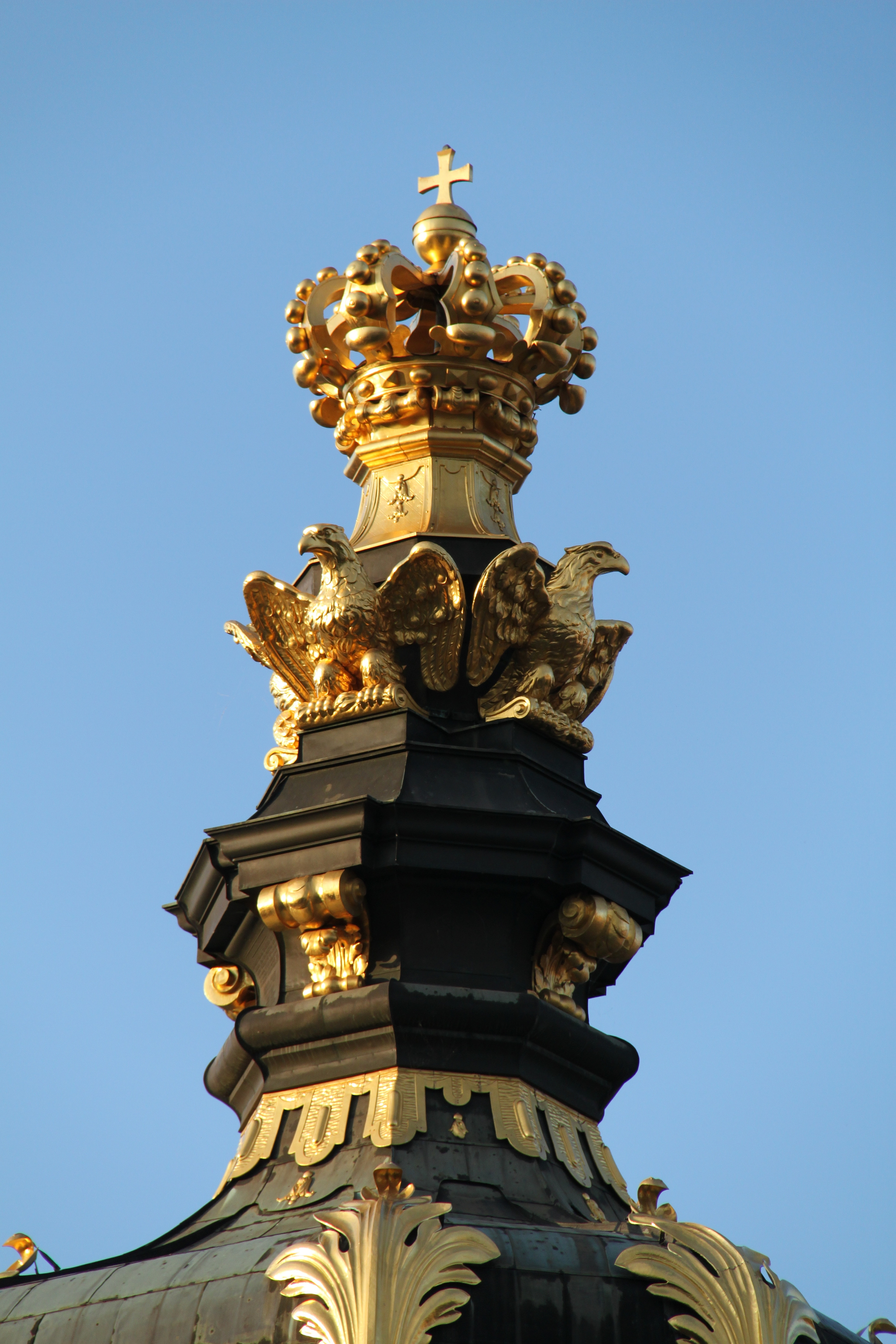
Zwieńczenie Bramy Koronnej: polskie orły i korona królewska
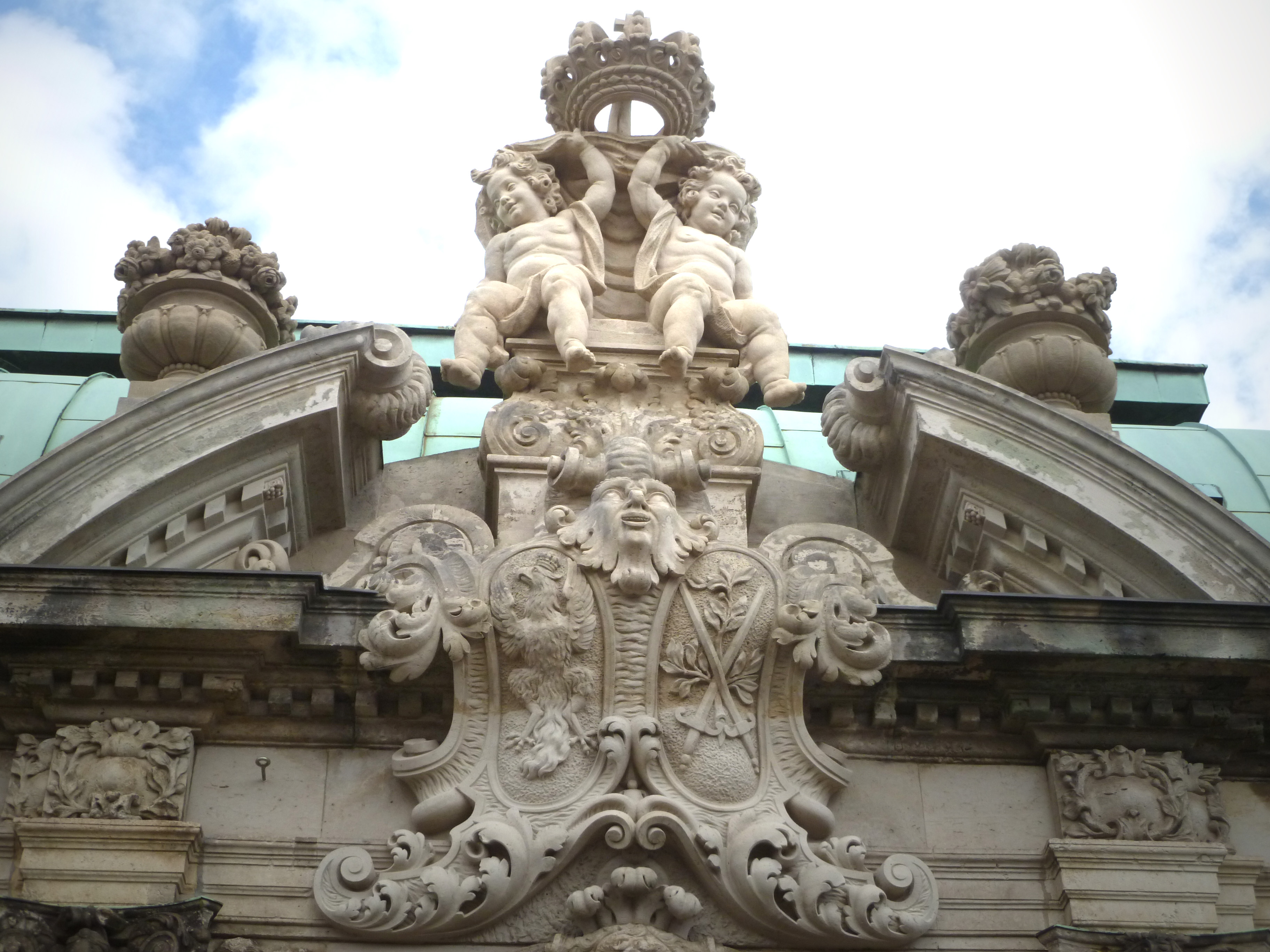
Herby Polski i arcymarszałka Cesarstwa, wyżej polska korona królewska

## Zbiory

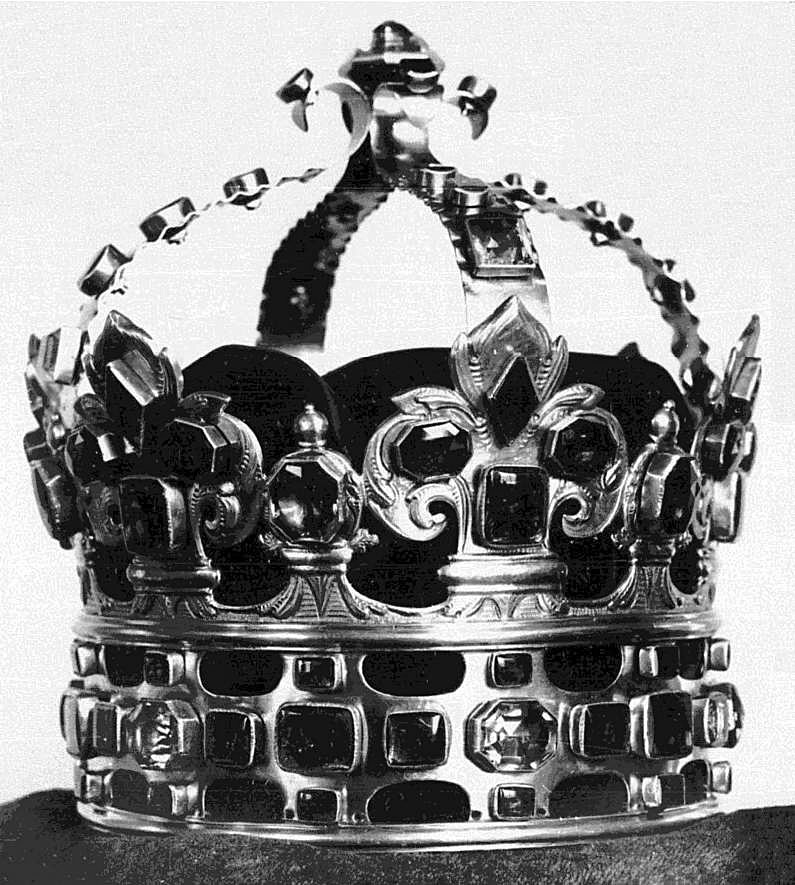
Korona Augusta II Mocnego

Od początku swoich dziejów Zwinger wykorzystywany jest do przechowywania i prezentowania wartościowych eksponatów. Obiekt posiada bogate zbiory muzealne, które należą do prestiżowego zrzeszenia Staatliche Kunstsammlungen Dresden. Dużą część z nich stanowi kolekcja historycznych wyrobów porcelanowych, w których obecna jest zarówno chińska, japońska i koreańska porcelana sprzed wielu stuleci, jak i znane w całych Niemczech wyroby z Miśni. Ważną rolę odgrywa w nich również kolekcja dawnych przyrządów i eksponatów matematycznych, fizycznych, astronomicznych, geodezyjnych oraz meteorologicznych. Ponadto w Zwingerze znajduje się Rüstkammer – zbrojownia, w której prezentowane są egzemplarze bezcennych historycznych pancerzy, broni palnej i broni białej, a także oranżeria, w której podziwiać można wiele gatunków egzotycznych roślin, sprowadzonych do Zwingeru przez króla Augusta II Mocnego. Wśród jej zbiorów znajdują się także insygnia Augusta II Mocnego.
W Zwingerze znajduje się także Galeria Obrazów Starych Mistrzów (Gemäldegalerie Alte Meister), w której mieszczą się bogate zbiory dzieł malarstwa europejskiego z okresu od XV do XVIII wieku, m.in. obrazy takich malarzy jak Tycjan, Rembrandt, Peter Paul Rubens czy Albrecht Dürer.